# Cuyonon jezik
Cuyonon jezik (ISO 639-3: cyo; cuyo, cuyono, cuyunon, kuyonon, kuyunon), filipinski jezik kojim govori 123 000 ljudi (1990 popis) na otočju Cuyo između Palawana i Panaya u Filipinima. Značajan u trgovini; pismo latinica.
Podklasificiran je kuyanskoj podskupini zapadnobisajanskih jezika, koja uz njega obuhvaća i srodni jezik ratagnon [btn]. 

## Vanjske poveznice
- Ethnologue (14th)
- Ethnologue (15th)